# Charnayfibulan
Charnayfibulan är en runristad fibula (reliefspänne) funnet 1857 i ett gravfält i Charnay (Saône-et-Loire). Det kan dateras till MA2, det vill säga tiden mellan år 520 och 570 efter Kristi födelse. 
Charnayspännet förvaras idag på Musée d'Archéologie nationale i Saint-Germain-en-Laye. Fibulan är av brännförgyllt silver. Det har rektangulärt huvud och zoomorf fot. De närmaste parallellerna finns i Rhenlandet. Huvuddelen av inskriften utgörs av 20 runor ur futharken: fuþarkgwhnijïpztbem. Resterande runor är :uþfnþai:id dan:liano ïia. Därmed förekommer 23 av 24 futharkens grafem i runinskriften. Flera av runformerna skiljer sig från de urnordiska och anglofrisiska futharkerna, särskilt p och z som har dubbla eller speglade former (jämför Brezapelarens p).  Samtidigt förekommer speglade runformer just i det anglofrisiska och urnordiska materialet, men inte i det kontinentalgermanska. Äldre påståenden (bland annat i Nordisk familjebok) att runinskriften skulle vara bevis på en burgundisk, det vill säga en östgermansk, runtradition får därför betraktas som mycket osäkra. 